# Сунчево језгро
Језгро Сунца се простире од центра до око 0,2 до 0,25 полупречника Сунца. То је најтоплији део Сунца и Соларног система. Његова густина је до 150 g/cm3 (150 пута густина течне воде), температура је близу 15,6 милиона Келвина и притисак је 1016 Ра. У контрасту с тим температура површине Сунца је близо 6.000 K. Језгро се састоји од топлог, густог гаса у стању плазме. Језгро, унутар 0,24 соларног полупречника, генерише 99% фузионе снаге Сунца. У њему се одвија фузија водоника у хелијум. Спајањем 4 протона (језгра атома водоника) настаје једно језгро атома хелијума (2 протона и 2 неутрона), при чему се ослобађају субатомске честице и енергија у облику гама-зрачења.